# Anthony Hicks
Anthony Hicks (Swansea, 26 giugno 1943 – Londra, 26 maggio 2010) è stato un musicologo, critico musicale, scrittore ed editore britannico.

## Biografia
Nato a Swansea, Hicks legge matematica al King's College di Londra durante la metà del 1960 e ha lavorato per circa un quarto di secolo come analista di sistemi informatici presso l'Università di Londra (in pensione 1993). Benché fosse educato nel campo della matematica e informatica, la sua ossessione personale per la musica barocca lo portò a perseguire la ricerca della musica accademica nel suo tempo libero. Quello che era iniziato più o meno come un hobby sviluppato in una para-carriera altamente distinta di storico e scrittore. Diventò uno dei più importanti studiosi del XX secolo di Georg Friedrich Händel.
Come critico musicale, Hicks ha scritto per l’Early Music Review e The Musical Times. Per l'edizione 2001 del Grove Dictionary of Music and Musicians scrisse la biografia di Händel e diverse altre voci correlate ad Händel. Inoltre ha scritto la maggior parte degli articoli connessi ad Händel nella New Grove Dictionary of Opera. Diventò un sostenitore importante delle prestazioni storicamente informate quando il rinnovato entusiasmo per la musica barocca cominciò a decollare negli anni 1960 e 1970. La sua ricerca fu utilizzata ampiamente nella preparazione di opere barocche per le registrazioni e le esecuzioni; in particolare con l'Academy of Ancient Music con la quale ha lavorato a stretto contatto per diversi decenni. I musicisti con i quali Hicks ha collaborato a registrazioni erano Christopher Hogwood, Paul McCreesh, Robert King, Trevor Pinnock, Emma Kirkby, John Eliot Gardiner e Alan Curtis tra i molti altri rinomati artisti barocchi. Si spense all'età di 66 anni, a Londra nel 2010, di fibrosi polmonare.